# 15. juli
15. juli er dag 196 i året i den gregorianske kalender (dag 197 i skudår). Der er 169 dage tilbage af året.

### Begivenheder
Født - Dødsfald
- 1240 - Under de De svensk-novgorodiske krige besejrer den kun 19-årige Aleksandr Nevskijs novgorodske hær svenskerne ved Slaget ved Neva.
- 1410 - I slaget ved Tannenberg besejrer polske og litauiske hære riddere fra Den tyske Orden.
- 1570 - blev der på den tyske kejsers initiativ holdt fredsmøde  i Stettin.  Mødet resulterede i Freden i Stettin den 13. december samme år, der afsluttede  Den Nordiske Syvårskrig.
- 1741 - Aleksej Ilitj Tjirikov ser land på 2. Kamtjatka-ekspedition, en ekspedition ledet af Vitus Bering, og de første russere går i land på Nordamerikas vestkyst.
- 1799 - Rosettestenen bliver fundet i den egyptiske landsby Rosetta af den franske officer Pierre-François Bouchard under Napoleons felttog i Egypten og får derved nøglen til oversættelse af antikke tekster.
- 1834 - Efter næsten 356 år indstilles Den spanske inkvisition officielt.
- 1916 - William Boeing og George Conrad Westervelt stifter i Seattle firmaet Pacific Aero Products, det senere Boeing.
- 1918 - Under 1. verdenskrig indleder den tyske hær det 2. slag ved Marne.
- 1954 - Den første amerikanske jetdrevne passagerfly, Boeing 367-80, prototypen for Boeing 707, letter for første gang.
- 1974 - Et græskstøttet statskup på Cypern afsætter ærkebiskop Makarios som landets præsident og Nikos Sampson overtager posten.
- 1980 - Dansk Sojakagefabrik på Islands Brygge sprænger i luften. 23 såres og der sker skader for ca. 200 mio kroner.
- 1995 - Det første salg på internetbutikken amazon.com finder sted.
- 2003 - AOL Time Warner lukker Netscape. The Mozilla Foundation etableres samme dag.
- 2006 - Det sociale medie Twitter introduceres.
- 2016 - Dele af Tyrkiets hær forsøger af afsætte Recep Erdoğan med et mislykket kup.

### Født
- 1573 - Inigo Jones, britisk arkitekt (død 1652).
- 1606 - Rembrandt, hollandsk maler (død 1669).
- 1631 - Jens Juel, dansk diplomat (død 1700).
- 1888 - Svend Bille, dansk skuespiller (død 1973).
- 1898 - Angelo Bruun, dansk skuespiller (død 1956).
- 1910 - Svend Saaby, dansk korleder og dirigent (død 1995).
- 1918 - Bertram N. Brockhouse, canadisk fysiker (død 2003).
- 1919 - Iris Murdoch, irsk forfatter (død 1999).
- 1930 - Jacques Derrida, fransk filosof (død 2004).
- 1939 - Gunilla Wolde, svensk børnebogsforfatter (død 2015).
- 1946 - Hassanal Bolkiah, sultan af Brunei
- 1949 - Carl Bildt, svensk politiker og tidligere statsminister.
- 1954 - Mario Kempes, argentinsk fodboldspiller.
- 1961 - Lolita Davidovich, canadisk skuespiller.
- 1961   - Forest Whitaker, amerikansk skuespiller.
- 1964 - Irène Jacob, fransk-schweizisk skuespiller.

### Dødsfald
- 998 - Abu al-Wafa, persisk matematiker og astronom (født  940).
- 1291 - Rudolf 1., tysk-romersk kejser (født 1218).
- 1758 - Ambrosius Stub, dansk digter og forfatter (født 1705).
- 1919 - Charles Ambt, dansk stadsingeniør og generaldirektør (født 1847).
- 1930 - Leopold Auer, ungarsk komponist og violinist (født 1845).
- 1955 - Einar Utzon-Frank, dansk billedhugger (født 1888).
- 1983 - Fritz Ketz, tysk maler og grafiker (født 1903).
- 2008 - György Kolonics, ungarsk roer (født 1972).
- 2012 - Celeste Holm, amerikansk skuespillerinde (født 1917).
- 2017 - Martin Landau, amerikansk skuespiller (født 1928).

|  | Denne datoartikel kan blive bedre, hvis der indsættes et (bedre) billede Du kan hjælpe ved at afsøge Wikimedia Commons for et passende billede eller uploade et godt billede til Wikimedia Commons iht. de tilladte licenser og indsætte det i artiklen. |